# Knud Leif Thomsen
Knud Leif Thomsen, född 2 september 1924 i Ballerup, död 14 oktober 2003 i Alençon, Frankrike, var en dansk filmregissör och manusförfattare.

## Utmärkelser
Thomsens film Midt i en jazztid vann Bodilpriset för bästa danska film 1970.

## Manus och regi i urval
- 1961 – Ung mans duell
- 1963 – Självmordsskolan
- 1967 – Ryck mej i svansen, älskling!
- 1968 – Sådan er de alle
- 1969 – Midt i en jazztid
- 1970 – Løgneren
- 1971 – Hosekræmmeren
- 1973 – Jentespranget
- 1974 – Rapportpigen